# Josep Manyanet i Vives
Josep Manyanet i Vives, canonizzato come San Giuseppe Manyanet y Vives (Tremp, 7 gennaio 1833 – Barcellona, 17 dicembre 1901), è stato un presbitero e religioso spagnolo, promotore della costruzione della basilica della Sagrada Família e fondatore delle congregazioni dei Figli e delle Missionarie Figlie della Sacra Famiglia. È venerato come santo dalla Chiesa cattolica.

## Biografia
Nacque il 7 gennaio 1833 a Tremp, nella diocesi di Lleida in Catalogna, da Antonio Manyanet e Bonaventura Vives. Fu battezzato lo stesso giorno della nascita; venti mesi dopo il padre morì. All'età di 5 anni la madre lo consacrò alla Madonna di Valldeflors, patrona della città.
Dovette lavorare fin da giovane per terminare gli studi secondari a Barbastro e successivamente quelli di filosofia e teologia nei seminari diocesani di Lleida e Urgell, dove venne ordinato sacerdote il 9 aprile 1859. Lavorò nella diocesi di Urgell al servizio del suo padre spirituale, il vescovo Caixal, per dodici anni, dopo i quali sentì la chiamata ad abbracciare la vita religiosa. A seguito dell’approvazione del vescovo fondò, nel 1864, la Congregazione dei Figli della Sacra Famiglia Gesù, Maria e Giuseppe e, nel 1874, la Congregazione delle Missionarie figlie della Sacra Famiglia di Nazareth. Scopo delle Congregazioni è di imitare, onorare e propagare il culto della Sacra Famiglia di Nazareth, che definiva "Trinità della terra", e di promuovere il consolidamento della famiglia, soprattutto attraverso l'educazione e l’istruzione cattolica dei fanciulli e dei giovani.
Nonostante gli innumerevoli ostacoli dovuti al tradimento da parte di alcuni collaboratori e alle precarie condizioni di salute che lo debilitavano, lavorò instancabilmente come confessore, direttore spirituale, predicatore ed educatore, anche attraverso la scrittura di innumerevoli opere (di cui alcune ancora inedite), lettere e trattati.
Dal 1868 al 1899 si occupò della fondazione del Terz’Ordine per i laici (uno maschile, chiamato Camerieri della Sacra Famiglia, e uno femminile, chiamato Cameriere della Sacra Famiglia), di dodici collegi dedicati all’istruzione delle classi operaie, e della rivista "La Sagrada Familia". Alcune fonti attribuiscono a lui l’ispirazione del Tempio Espiatorio della Sacra Famiglia, basilica minore a Barcellona, opera dell'architetto e Servo di Dio Antoni Gaudí. Decisivi per il compimento di queste opere furono il pellegrinaggio a Lourdes nel 1887 (dove compì un voto che aveva fatto alla Vergine Santissima), e il pellegrinaggio a Loreto nel 1888.
Morì a Barcellona il 17 dicembre 1901. Le sue ultime parole furono le giaculatorie che tante volte aveva ripetuto in vita: “Gesù, Giuseppe e Maria, vi dono il cuore e l’anima mia…”.
Fu proclamato beato da papa Giovanni Paolo II il 25 novembre 1984, e santo dal medesimo Pontefice il 16 maggio 2004. La memoria liturgica ricorre il 16 dicembre.

## Pedagogia
In Padre Manyanet il sacerdote e il maestro procedono uniti e l'insegnamento si trasfigura nel sacerdozio. “Lo scopo è di procurare in tutte le cose la maggior gloria di Dio, la santificazione dei suoi partecipanti e la salvezza di tutte le anime; di lavorare con ardore e con tutte le forze che ci dia il Signore, perché tutti i giovani, specialmente i più piccoli, sia ricchi che poveri, ricevano un'educazione e un'istruzione religiosa e letteraria veramente cattolica (gratuita per quanto possibile) […], di formare il loro cuore nelle virtù e i loro intelletti nelle scienze”.
Una delle grandi ispirazioni di Padre Manyanet è di sostenere la gioventù che si perde a causa di una società che trascura l’educazione cristiana nelle famiglie. Al fine di raggiungere questo nobile scopo, gli educatori devono studiare la psicologia, le disposizioni e le qualità naturali dei ragazzi per “conoscere bene il cuore umano, che […] accoglie in sé molte inclinazioni disordinate, facendo sì che siano rimpiazzate da nobili disposizioni". Per ottenere questo risultato, si richiede da parte dell'educatore "una fede viva, somma diligenza, grande discernimento e prudenza, vera sapienza, costante attenzione e un continuo ricorso a Dio nostro Signore. Per formare la vera cultura del cuore nei bambini […], non basta ispirare a questi l'avversione per i loro difetti e per tutto ciò che si oppone alla santa legge di Dio, ma è necessario formarli alla solida virtù”.
Per il santo fondatore l’educazione dei giovani deve essere mirata all’esercizio delle pratiche cristiane, infondendo in loro un vero amore per la purezza e per la modestia interiore ed esteriore, inducendoli ad amare e rispettare il prossimo, fuggendo rancori, dispute e discordie, esercitando umiltà e pazienza, combattendo la pigrizia e le seduzioni del mondo. Le lezioni non devono limitarsi ad insegnare la religione prima delle scienze, ma, poiché “ogni scienza viene da Dio e al di fuori di Dio tutto è errore e tenebre”, nella stessa scienza si deve evidenziare la connessione con le verità cattoliche.
Il ruolo del direttore occupa nei confronti dei bambini il posto dei loro genitori, e deve, pertanto, provvedere a tutte le loro necessità. Tuttavia egli non deve sostituirsi all’educazione genitoriale, ma affiancarla nel progetto educativo. Il direttore deve essere “amabile, dolce, persuasivo, animato da una prudente indulgenza e da una soave severità”, educando alla prevenzione e all’evitamento delle mancanze per non doverle in seguito punire.
Non sono esclusi dal metodo educativo una sana competitività, elogi, note, premi, lavori di gruppo, tempi di ricreazione, giochi, divertimento, musica, teatro e svago. I bambini e i ragazzi non verranno abbandonati finché non avranno la capacità di guadagnarsi di che vivere degnamente, divenendo utili alla società.